# Antonio Mateu Lahoz
Antonio Miguel Mateu Lahoz (Algimia de Alfara, 12 marzo 1977) è un ex arbitro di calcio spagnolo.

## Carriera
Ha esordito nel massimo campionato spagnolo il 13 settembre 2008, dirigendo nell'occasione un match tra Siviglia e Sporting Gijón. Da allora ha diretto oltre 200 partite di Primera División. Arbitro internazionale dal 1º gennaio 2011, il 26 marzo dello stesso anno ottiene la sua prima designazione internazionale e l'esordio in una gara tra nazionali maggiori: dirige, infatti, un'amichevole tra Colombia e Ecuador, disputatasi eccezionalmente a Madrid e terminata 2-0. Nei mesi successivi compie alcune apparizioni in gare tra nazionali giovanili e preliminari di Europa League. Il 1º dicembre 2011 esordisce nella fase a gironi di Europa League, dirigendo un match della quinta giornata tra i tedeschi dello Schalke 04 e i rumeni della Steaua Bucarest. Un anno dopo, nel dicembre 2012, arbitra per la prima volta nella fase a gironi della UEFA Champions League, venendo designato per un match della sesta giornata, tra i francesi del Montpellier e i tedeschi dello Schalke 04, questi ultimi già diretti anche l'anno precedente. In campo nazionale, il 16 aprile 2014 dirige per la prima volta la finale di Coppa del Re, tra Barcelona e Real Madrid. Nel marzo 2015 viene resa nota dalla FIFA la sua convocazione al campionato mondiale Under-20, in programma da maggio a giugno 2015 in Nuova Zelanda. Qui dirige due gare, dapprima nella fase a gironi Stati Uniti-Nuova Zelanda, giocata il 2 giugno a Auckland e conclusasi 4-0, e successivamente, il 10 giugno a Dunedin, il sedicesimo di finale tra la Serbia e l'Ungheria (2-1 dopo i tempi supplementari). Il 13 novembre 2015 è l'arbitro dell'amichevole tra Francia e Germania disputata allo Stade de France e passata alla storia come uno degli obiettivi degli attacchi terroristici alla capitale francese. Successivamente, a tal riguardo, ha dichiarato di non essere stato mai al corrente, durante l'arco di tutta la gara, né tantomeno di essere stato informato da qualcuno, riguardo a cosa stesse realmente accadendo fuori dallo stadio.. Nel maggio 2016 viene ufficialmente designato per il Torneo olimpico maschile di Rio de Janeiro, in programma dal 3 al 20 agosto 2016. Debutta il 4 agosto a Brasilia, dirigendo la partita d'esordio dei padroni di casa del Brasile contro il Sudafrica (0-0). Il 10 agosto, sempre a Brasilia, arbitra per il match tra Honduras e Argentina, decisivo per il passaggio ai quarti di finale nel gruppo D. La partita termina 1-1, risultato che provoca la clamorosa eliminazione al primo turno della squadra argentina.. Nell'aprile 2017 viene resa nota dalla FIFA la sua convocazione al campionato mondiale Under-20, in programma tra maggio e giugno 2017 in Corea del Sud. Nel maggio 2017 viene designato, per la prima volta in carriera, per una semifinale di UEFA Champions League. Nell'occasione dirige la gara di andata della sfida tra Monaco e Juventus. Nel novembre dello stesso anno è designato dalla FIFA per dirigere il ritorno dei play-off UEFA tra Italia e Svezia, valido per il mondiale di Russia 2018. Il 29 marzo seguente viene selezionato ufficialmente dalla FIFA per il campionato del mondo 2018.. Ai campionato mondiale di Russia 2018 dirige due gare della fase a gironi, per poi venire impiegato solo come quarto ufficiale nella fase ad eliminazione diretta. Il 21 aprile 2021 viene selezionato ufficialmente dalla UEFA per il campionato europeo 2020, durante il quale dirige Belgio-Russia, Inghilterra-Scozia e Francia-Portogallo, tutte partite disputate nella fase a gironi. Il 12 maggio 2021 viene comunicata la sua designazione per la finale della UEFA Champions League del 29 maggio seguente tra Manchester City e Chelsea.. Selezionato per il campionato del mondo 2022, arbitra il quarto di finale Paesi Bassi-Argentina, nel corso del quale commina un totale di 18 cartellini gialli, record per una partita del campionato del mondo.. Il 4 giugno 2023, in occasione del match Maiorca-Rayo Vallecano, dirige la sua 280ª e ultima partita nel massimo campionato spagnolo, ritirandosi dall'attività.